# Kwon Ji Yong
Kwon Ji Yong (en hangul, 권지용; en hanja, 權志龍), es el segundo EP del cantautor y rapero surcoreano G-Dragon. Fue publicado digitalmente el 8 de junio de 2017 por YG Entertainment. El disco es el primer lanzamiento en cuatro años desde Coup d'Etat (2013). La versión física se realizó en una memoria USB en lugar de un disco compacto tradicional. El EP en general fue bien recibido por críticos que elogiaron la honestidad y vulnerabilidad de G-Dragon en el EP. Este fue el último álbum de G-Dragon antes de su alistamiento militar el 27 de febrero de 2018.

## Antecedentes
En enero de 2017, se confirmó que G-Dragon estaba trabajando en su nuevo material en solitario, que se lanzaría en la primera mitad del año. El 18 de abril, YG Entertainment, anunció que el cantante lanzaría un nuevo sencillo antes del inicio de su gira, que se celebraría en el Estadio Mundialista de Seúl en el mes de junio. Durante el mes de mayo, G-Dragon inició el rodaje de tres vídeos musicales, concluidos al final del mismo mes.
El 31 de mayo de 2017, YG Entertainment divulgó que el EP se llamaría Kwon Ji Yong y que su fecha de lanzamiento sería el 8 de junio de 2017. La canción «Bullshit» fue originalmente anunciada como el sencillo principal del EP, sin embargo, debido a una controversia que involucró a su compañero de BIGBANG, T.O.P, y sus preocupaciones acerca del título provocativo, el título de la canción se modificó y finalmente se llamó «Untitled, 2014». El 8 de junio de 2017, la lista de las canciones de Kwon Ji Yong fue lanzada, incluyendo las portadas para cada una de las cinco canciones.
El EP fue titulado con el nombre de nacimiento de G-Dragon, su concepto fue demostrar el lado más privado e íntimo en lugar del artista G-Dragon. El cantante comentó acerca del proceso de composición del disco: 

He considerado trabajar en ese álbum un poco diferente al resto de mis álbumes. Me di cuenta de que hay tantas cosas que no sé acerca de mí mismo, cosas en las que nunca tuve la oportunidad de descubrir sobre mí y memorias que perdí a lo largo de los años. Es por eso que pasé un tiempo viendo mis álbumes anteriores y pensando en mis últimos años.

### Lanzamiento en USB y concepto
El EP fue lanzado en dos formatos, digital y físico, siendo este último a través de una unidad USB, en lugar de un disco compacto (CD). Las canciones no estaban disponibles en el USB en sí, llevando a los usuarios con un número serial, a ser dirigidos a una página para la descarga del álbum y de otros contenidos exclusivos de YG Entertainment. Este modelo de lanzamiento poco convencional, resultó ser un debate en Corea del Sur, sobre la definición de lo que es considerado un álbum, generando dudas si el EP sería elegible para figurar en las principales listas de álbumes de Corea del Sur. Posteriormente, Hanteo anunció que aceptaría el formato USB como un álbum y que lo incluiría en la cantidad de ventas del álbum.